# Litoleptis alaskensis
Litoleptis alaskensis är en tvåvingeart som beskrevs av Chilcott 1963. Litoleptis alaskensis ingår i släktet Litoleptis och familjen snäppflugor.
Artens utbredningsområde är Alaska. Inga underarter finns listade i Catalogue of Life.